# Wąsosz, Powiat górowski
Wąsosz, tyska: Herrnstadt, är en stad i sydvästra Polen, belägen i distriktet Powiat górowski i Nedre Schlesiens vojvodskap, vid floderna Barycz och Orla. Tätorten hade 2 775 invånare 2009, och utgör centralort i en stads- och landskommun med 7 420 invånare samma år.